# Qualificazioni al campionato mondiale femminile di calcio 2019 - UEFA - Fase a gironi, gruppo 4
Il gruppo 4 della sezione UEFA della qualificazioni al campionato mondiale femminile di calcio 2019 è composto da cinque squadre: Svezia, Danimarca, Ucraina, Ungheria e Croazia. La composizione dei sette gruppi di qualificazione della sezione UEFA è stata sorteggiata il 19 gennaio 2017.

## Formula
Le cinque squadre si affrontano in un girone all'italiana con partite di andata e ritorno, per un totale di 10 partite. La squadra prima classificata si qualifica direttamente alla fase finale del torneo, mentre la seconda classificata accede ai play-off qualificazione solamente se è tra le prime quattro tra le seconde classificate dei sette gruppi di qualificazione.
In caso di parità di punti tra due o più squadre di uno stesso gruppo, le posizioni in classifica vengono determinate prendendo in considerazione, nell'ordine, i seguenti criteri:
1. maggiore numero di punti negli scontri diretti tra le squadre interessate (classifica avulsa);
2. migliore differenza reti negli scontri diretti tra le squadre interessate (classifica avulsa);
3. maggiore numero di reti segnate negli scontri diretti tra le squadre interessate (classifica avulsa);
4. maggiore numero di reti segnate in trasferta negli scontri diretti tra le squadre interessate (classifica avulsa), valido solo per il turno di qualificazione a gironi;
5. se, dopo aver applicato i criteri dall'1 al 4, ci sono squadre ancora in parità di punti, i criteri dall'1 al 4 si riapplicano alle sole squadre in questione. Se continua a persistere la parità, si procede con i criteri dal 6 all'11;
6. migliore differenza reti;
7. maggiore numero di reti segnate;
8. maggiore numero di reti segnate in trasferta (valido solo per il turno di qualificazione a gironi);
9. tiri di rigore se le due squadre sono a parità di punti al termine dell'ultima giornata (valido solo per il turno preliminare e solo per decidere la qualificazione al turno successivo);
10. classifica del fair play (cartellino rosso = 3 punti, cartellino giallo = 1 punto, espulsione per doppia ammonizione = 3 punti);
11. posizione del ranking UEFA o sorteggio.

## Avvenimenti
La partita tra Svezia e Danimarca, in programma il 20 ottobre 2017, è stata cancellata a causa di un disaccordo tra le calciatrici della Danimarca e la loro federazione.

## Classifica finale
| Pos | Squadra   | Pt | G | V | N | P | GF | GS | DR  |
| --- | --------- | -- | - | - | - | - | -- | -- | --- |
| 1.  | Svezia    | 21 | 8 | 7 | 0 | 1 | 22 | 2  | +20 |
| 2.  | Danimarca | 16 | 8 | 5 | 1 | 2 | 22 | 8  | +14 |
| 3.  | Ucraina   | 13 | 8 | 4 | 1 | 3 | 9  | 10 | -1  |
| 4.  | Ungheria  | 4  | 8 | 1 | 1 | 6 | 8  | 26 | -18 |
| 5.  | Croazia   | 3  | 8 | 0 | 1 | 5 | 5  | 20 | -15 |

## Risultati
| Arbitro: | Florence Guillemin |

|                        |           |               |
| Apanaščenko 75’ (rig.) | Marcatori | 90+1’ Rudelić |

| Arbitro: | Eleni Lampadariou |

|  |           |                          |
|  | Marcatori | 62’ Hurtig 90+2’ Asllani |

| Arbitro: | Ewa Augustyn |

|                    |           |                                                                       |
| Jakabfi 41’ (rig.) | Marcatori | 28’ (rig.) Nadim 44’, 67’, 74’ Troelsgaard 55’ Harder 88’ N. Sørensen |

| Arbitro: | Shona Shukrula |

|                    |           |                            |
| Csiszár 75’, 90+4’ | Marcatori | 79’ Žigić 90+1’ Dujmenović |

| Göteborg 20 ottobre 2017, ore 18:15 CEST | Svezia         | 3 – 0 a tav. referto | Danimarca | Gamla Ullevi\| Arbitro: \| Lorraine Clark \| |
| Arbitro:                                 | Lorraine Clark |                      |           |                                              |

| Arbitro: | Lorraine Clark |

|  |           |                                             |
|  | Marcatori | 7’, 27’ Harder 89’ Christiansen 90+4’ Bruun |

| Arbitro: | Meliz Özçiğdem |

|                                                   |           |  |
| Hurtig 14’ Fischer 20’ Asllani 42’, 50’ Seger 43’ | Marcatori |  |

| Arbitro: | Paula Brady |

|  |           |                   |
|  | Marcatori | 90+4’ Apanaščenko |

| Arbitro: | Marte Sørø |

|  |           |                                         |
|  | Marcatori | 25’ (aut.) Bošnjak 41’, 45+3’ Kozyrenko |

| Arbitro: | Viola Raudziņa |

|          |           |                                                        |
| Vágó 63’ | Marcatori | 17’ Seger 25’ Jakobsson 87’ Blackstenius 90+3’ Larsson |

| Arbitro: | Cheryl Foster |

|             |           |                           |
| Žigić 90+4’ | Marcatori | 43’, 84’ Vágó 72’ Jakabfi |

| Arbitro: | Jana Adámková |

|                 |           |  |
| Troelsgaard 79’ | Marcatori |  |

| Arbitro: | Marta Frias Acedo |

|                                                   |           |  |
| Blackstenius 16’, 67’ Rubensson 63’ Folkesson 90’ | Marcatori |  |

| Arbitro: | Carina Vitulano |

|                |           |                                                        |
| Ovdijčuk 90+3’ | Marcatori | 6’, 52’ (rig.) Nadim 33’ Harder 81’, 90+4’ Troelsgaard |

| Arbitro: | Rebecca Welch |

|                                                             |           |             |
| Nadim 44’, 45+1’ Boye Sørensen 47’ Nielsen 57’ Harder 90+4’ | Marcatori | 24’ Jakabfi |

| Arbitro: | Petra Pavlíková |

|                 |           |  |
| Apanaščenko 41’ | Marcatori |  |

| Arbitro: | Monika Mularczyk |

|                                        |           |  |
| Rubensson 34’ Eriksson 38’ Asllani 51’ | Marcatori |  |

| Arbitro: | Volha Cjareška |

|             |           |           |
| Nadim 90+2’ | Marcatori | 60’ Lojna |

| Arbitro: | Anastasija Pustovojtova |

|                             |           |  |
| Kravets 26’ Apanaščenko 31’ | Marcatori |  |

| Arbitro: | Graziella Pirriatore |

|  |           |               |
|  | Marcatori | 46’ Jakobsson |

## Statistiche

### Classifica marcatrici
6 reti
- Nadia Nadim (2 rig.)

5 reti
- Pernille Harder
- Sanne Troelsgaard Nielsen

4 reti
- Kosovare Asllani (1 rig.)
- Daryna Apanaščenko

3 reti
- Stina Blackstenius

- Zsanett Jakabfi (1 rig.)

- Fanny Vágó

2 reti
- Sandra Žigić
- Lina Hurtig
- Sofia Jakobsson

- Elin Rubensson
- Caroline Seger

- Tetjana Kozyrenko
- Henrietta Csiszár

1 rete
- Isabella Dujmenović
- Izabela Lojna
- Ivana Rudelić
- Signe Bruun
- Nanna Christiansen

- Theresa Nielsen
- Simone Boye Sørensen
- Nicoline Sørensen
- Magdalena Eriksson
- Nilla Fischer

- Hanna Folkesson
- Mimmi Larsson
- Dar'ja Kravets
- Ol'ha Ovdijčuk

Autoreti
- Matea Bošnjak (1 pro Ucraina)